# Campeonato Sudamericano de Fútbol Sub-16 de 2004
El Campeonato Sudamericano Sub-16 de 2004 es considerada la 1ª edición del Campeonato Sudamericano Sub-15 y se disputó en Paraguay, del 11 al 26 de septiembre de 2004.
En este torneo participaron las 10 federaciones miembros de la CONMEBOL y 2 federaciones invitas de la CONCACAF (Estados Unidos y México), dividiéndose en tres grupos de 4 equipos cada uno. A la segunda fase clasificaron los dos primeros de cada grupo y los dos mejores terceros, al igual que en la Copa América.

## Participantes
Participaron en el torneo los equipos representativos de las 10 asociaciones nacionales afiliadas a la CONMEBOL y dos invitados de la CONCACAF:
| - Argentina - Bolivia - Brasil - Chile - Colombia - Ecuador |  | - Estados Unidos - México - Paraguay - Perú - Uruguay - Venezuela |

## Sedes
| Ciudad               | Estadio                        | Capacidad |
| -------------------- | ------------------------------ | --------- |
| Asunción             | Estadio Defensores del Chaco   | 43.000    |
| Ciudad del Este      | Estadio Antonio Oddone Sarubbi | 30.000    |
| Encarnación          | Estadio Villa Alegre           | 5.000     |
| Itauguá              | Estadio Juan Canuto Pettengill | 10.000    |
| Luque                | Estadio Feliciano Cáceres      | 25.000    |
| Pedro Juan Caballero | Estadio Río Parapití           | 27.000    |

## Primera fase[4]
Los 12 equipos participantes en la primera ronda se dividieron en tres grupos de 4 equipos cada uno. Luego de una liguilla simple (a una sola rueda de partidos), pasarán a cuartos de final los equipos que ocupen las posiciones primera y segunda de cada grupo y los dos mejores terceros.

### Grupo A
| Equipo   | Pts | PJ | PG | PE | PP | GF | GC | Dif. |
| -------- | --- | -- | -- | -- | -- | -- | -- | ---- |
| Paraguay | 6   | 3  | 2  | 0  | 1  | 5  | 2  | 3    |
| Chile    | 4   | 3  | 1  | 1  | 1  | 3  | 3  | 0    |
| Perú     | 4   | 3  | 1  | 1  | 1  | 1  | 4  | -3   |
| Bolivia  | 3   | 3  | 1  | 0  | 2  | 3  | 3  | 0    |

| 11 de septiembre de 2004, 19:00 | Bolivia                            | 3:1 | Chile             | Estadio Antonio Oddone Sarubbi, Ciudad del Este |  |
|                                 | Juan Noé 3', 35' Doria Cabrera 70' |     | Michael Silva 18' |                                                 |  |

| 11 de septiembre de 2004, 21:00 | Paraguay                                                                      | 4:0 | Perú | Estadio Antonio Oddone Sarubbi, Ciudad del Este |  |
|                                 | Hugo Gaona 11' Rodolfo Gamarra 24' Germán Segovia 46' Carlos Javier Acuña 68' |     |      |                                                 |  |

| 14 de septiembre de 2004, 17:00 | Paraguay | 0:2 | Chile                                | Estadio Antonio Oddone Sarubbi, Ciudad del Este |  |
|                                 |          |     | Patricio Salas 56' Rodrigo Tapia 86' |                                                 |  |

| 14 de septiembre de 2004, 19:00 | Perú              | 1:0 | Bolivia | Estadio Antonio Oddone Sarubbi, Ciudad del Este |  |
|                                 | Ricardo Uribe 10' |     |         |                                                 |  |

| 17 de septiembre de 2004, 19:00 | Perú | 0:0 | Chile | Estadio Antonio Oddone Sarubbi, Ciudad del Este |  |

| 17 de septiembre de 2004, 21:00 | Paraguay           | 1:0 | Bolivia | Estadio Antonio Oddone Sarubbi, Ciudad del Este |  |
|                                 | Germán Segovia 18' |     |         |                                                 |  |

### Grupo B
| Equipo         | Pts | PJ | PG | PE | PP | GF | GC | DG |
| -------------- | --- | -- | -- | -- | -- | -- | -- | -- |
| Argentina      | 9   | 3  | 3  | 0  | 0  | 7  | 1  | 6  |
| Uruguay        | 6   | 3  | 2  | 0  | 1  | 3  | 3  | 0  |
| Estados Unidos | 1   | 3  | 0  | 1  | 2  | 3  | 5  | -2 |
| Ecuador        | 1   | 3  | 0  | 1  | 2  | 3  | 7  | -4 |

| 12 de septiembre de 2004, 18:15 | Uruguay                                   | 2:1 | Ecuador            | Estadio Villa Alegre, Encarnación |  |
|                                 | Gerardo Vonder Putten 77' Martín Díaz 81' |     | Jhonatan Monar 14' |                                   |  |

| 12 de septiembre de 2004, 20:15 | Argentina                                  | 2:1 | Estados Unidos  | Estadio Villa Alegre, Encarnación |  |
|                                 | Juan Ignacio Antonio 10' Sergio Agüero 67' |     | Quavas Kirk 80' |                                   |  |

| 15 de septiembre de 2004, 18:15 | Estados Unidos | 0:1 | Uruguay                    | Estadio Villa Alegre, Encarnación |  |
|                                 |                |     | Elías Ricardo Figueroa 21' |                                   |  |

| 15 de septiembre de 2004, 20:15 | Argentina                                                         | 3:0 | Ecuador | Estadio Villa Alegre, Encarnación |  |
|                                 | Maximiliano Badell 12' Sergio Agüero 61' Juan Ignacio Antonio 71' |     |         |                                   |  |

| 18 de septiembre de 2004, 18:15 | Estados Unidos                        | 2:2 | Ecuador                               | Estadio Villa Alegre, Encarnación |  |
|                                 | Preston Zimmerman 10' Jeremy Hall 70' |     | Jonathan Monar 55' Felipe Caicedo 86' |                                   |  |

| 18 de septiembre de 2004, 20:15 | Argentina                         | 2:0 | Uruguay | Estadio Villa Alegre, Encarnación |  |
|                                 | Matías Zárate 33' Nicolás Dul 86' |     |         |                                   |  |

### Grupo C
| Equipo    | Pts | PJ | PG | PE | PP | GF | GC | DG |
| --------- | --- | -- | -- | -- | -- | -- | -- | -- |
| Colombia  | 7   | 3  | 2  | 1  | 0  | 3  | 1  | 2  |
| Brasil    | 6   | 3  | 2  | 0  | 1  | 11 | 4  | 7  |
| Venezuela | 2   | 3  | 0  | 2  | 1  | 5  | 9  | -4 |
| México    | 1   | 3  | 0  | 1  | 2  | 3  | 8  | -5 |

| 13 de septiembre de 2004, 18:00 | Colombia           | 1:0 | México | Estadio Río Parapití, Pedro Juan Caballero |  |
|                                 | Jairo Palomino 35' |     |        |                                            |  |

| 13 de septiembre de 2004, 20:15 | Brasil                                                | 6:2 | Venezuela                          | Estadio Río Parapití, Pedro Juan Caballero |  |
|                                 | Ramón 12' Kerlon Moura 16', 19', 37' Ricardo 24', 51' |     | Irwin Antón 4' José Colmenares 50' |                                            |  |

| 16 de septiembre de 2004, 18:15 | Venezuela           | 1:1 | Colombia        | Estadio Río Parapití, Pedro Juan Caballero |  |
|                                 | José Colmenares 20' |     | José Nájera 81' |                                            |  |

| 16 de septiembre de 2004, 20:15 | Brasil                                                | 5:1 | México              | Estadio Río Parapití, Pedro Juan Caballero |  |
|                                 | Kerlon Moura 33' Ramón 50', 63' Ricardo 69' Celso 77' |     | Patricio Araujo 55' |                                            |  |

| 19 de septiembre de 2004, 18:15 | México                              | 2:2 | Venezuela                          | Estadio Río Parapití, Pedro Juan Caballero |  |
|                                 | Luis Fernando Ocampo Colín 17', 59' |     | Yan Salazar 9' José Colmenares 63' |                                            |  |

| 19 de septiembre de 2004, 20:15 | Brasil | 0:1 | Colombia                | Estadio Río Parapití, Pedro Juan Caballero |  |
|                                 |        |     | John Jairo Mosquera 62' |                                            |  |

#### Mejores terceros
Entre los equipos que finalizaron en el tercer lugar de sus respectivos grupos, los dos mejores avanzaron a cuartos de final.
| Selección      | Gr. | Pts. | PJ | PG | PE | PP | GF | GC | Dif |
| -------------- | --- | ---- | -- | -- | -- | -- | -- | -- | --- |
| Perú           | A   | 4    | 3  | 1  | 1  | 1  | 1  | 4  | -3  |
| Venezuela      | C   | 2    | 3  | 0  | 2  | 1  | 5  | 9  | -4  |
| Estados Unidos | B   | 1    | 3  | 0  | 1  | 2  | 3  | 5  | -2  |

## Segunda fase
|  | Cuartos de final      | Cuartos de final      |           |          | Semifinales      | Semifinales      |  |          | Final            | Final            |  |
|  | 21 y 22 de septiembre | 21 y 22 de septiembre |           |          | 24 de septiembre | 24 de septiembre |  |          | 26 de septiembre | 26 de septiembre |  |
|  |                       |                       |           |          |                  |                  |  |          |                  |                  |  |
|  |                       |                       |           |          |                  |                  |  |          |                  |                  |  |
|  | Paraguay              | 7                     |           |          |                  |                  |  |          |                  |                  |  |
|  | Paraguay              | 7                     |           |          |                  |                  |  |          |                  |                  |  |
|  | Venezuela             | 1                     |           |          |                  |                  |  |          |                  |                  |  |
|  | Venezuela             | 1                     |           | Paraguay | 3                |                  |  |          |                  |                  |  |
|  |                       |                       |           | Paraguay | 3                |                  |  |          |                  |                  |  |
|  |                       |                       | Uruguay   | 2        |                  |                  |  |          |                  |                  |  |
|  | Brasil                | 0 (5)                 | Uruguay   | 2        |                  |                  |  |          |                  |                  |  |
|  | Brasil                | 0 (5)                 |           |          |                  |                  |  |          |                  |                  |  |
|  | Uruguay               | 0 (6)                 |           |          |                  |                  |  |          |                  |                  |  |
|  | Uruguay               | 0 (6)                 |           |          |                  |                  |  | Paraguay | 0 (5)            |                  |  |
|  |                       |                       |           |          |                  |                  |  | Paraguay | 0 (5)            |                  |  |
|  |                       |                       | Colombia  | 0 (3)    |                  |                  |  |          |                  |                  |  |
|  | Colombia              | 2                     | Colombia  | 0 (3)    |                  |                  |  |          |                  |                  |  |
|  | Colombia              | 2                     |           |          |                  |                  |  |          |                  |                  |  |
|  | Chile                 | 0                     |           |          |                  |                  |  |          |                  |                  |  |
|  | Chile                 | 0                     |           | Colombia | 2                |                  |  |          |                  |                  |  |
|  |                       |                       |           | Colombia | 2                |                  |  |          |                  |                  |  |
|  |                       |                       | Argentina | 0        |                  |                  |  |          |                  |                  |  |
|  | Argentina             | 1                     | Argentina | 0        |                  |                  |  |          |                  |                  |  |
|  | Argentina             | 1                     |           |          |                  |                  |  |          |                  |                  |  |
|  | Perú                  | 0                     |           |          |                  |                  |  |          |                  |                  |  |
|  | Perú                  | 0                     |           |          |                  |                  |  |          |                  |                  |  |
|  |                       |                       |           |          |                  |                  |  |          |                  |                  |  |

### Cuartos de final
| 21 de septiembre de 2004, 19:00 | Paraguay                                                                                            | 7:1     | Venezuela           | Estadio Juan Canuto Pettengill, Itauguá |  |
|                                 | Luis Enrique Cáceres 20' Carlos Javier Acuña 28', 53', 57' Germán Segovia 39', 50' Víctor Ayala 79' | Reporte | Roberto Rosales 55' |                                         |  |

| 21 de septiembre de 2004, 21:15 | Brasil | 0:0     | Uruguay | Estadio Juan Canuto Pettengill, Itauguá |  |
|                                 |        | Reporte |         |                                         |  |

| Definición por penales |  |     |
|                        |  | 5:6 |

| 22 de septiembre de 2004 | Colombia                                  | 2:0 | Chile | Estadio Feliciano Cáceres, Luque |  |
|                          | John Jairo Mosquera 47' Pablo Murillo 49' |     |       |                                  |  |

| 22 de septiembre de 2004 | Argentina         | 1:0 | Perú | Estadio Feliciano Cáceres, Luque |  |
|                          | Sergio Agüero 47' |     |      |                                  |  |

### Semifinales
| 24 de septiembre de 2004 | Paraguay                                                       | 3:2 | Uruguay                         | Estadio Feliciano Cáceres, Luque |  |
|                          | Carlos Javier Acuña 11' Rodolfo Gamarra 40' Germán Segovia 56' |     | Elías Ricardo Figueroa 21', 23' |                                  |  |

| 24 de septiembre de 2004 | Colombia                                  | 2:0 | Argentina | Estadio Feliciano Cáceres, Luque |  |
|                          | Pablo Murillo 14' John Jairo Mosquera 18' |     |           |                                  |  |

### Final
| 26 de septiembre de 2004, 20:15 | Paraguay | 0:0 | Colombia | Estadio Feliciano Cáceres, Luque |  |
|                                 |          |     |          | Asistencia: 10.000 espectadores  |  |

| Definición por penales |  |     |
|                        |  | 5:3 |

### Cuadro Final
|    | Selección      | Pts. | PJ | PG | PE | PP | GF | GC | Dif. |
| 1  | Paraguay       | 13   | 6  | 4  | 1  | 1  | 15 | 5  | 10   |
| 2  | Colombia       | 14   | 6  | 4  | 2  | 0  | 7  | 1  | 6    |
| 3  | Argentina      | 12   | 5  | 4  | 0  | 1  | 8  | 3  | 5    |
| 4  | Uruguay        | 7    | 5  | 2  | 1  | 2  | 5  | 6  | -1   |
| 5  | Brasil         | 7    | 4  | 2  | 1  | 1  | 11 | 4  | 7    |
| 6  | Chile          | 4    | 4  | 1  | 1  | 2  | 3  | 5  | -2   |
| 7  | Perú           | 4    | 4  | 1  | 1  | 2  | 1  | 5  | -4   |
| 8  | Venezuela      | 2    | 4  | 0  | 2  | 2  | 6  | 16 | -10  |
| 9  | Bolivia        | 3    | 3  | 1  | 0  | 2  | 3  | 3  | 0    |
| 10 | Estados Unidos | 1    | 3  | 0  | 1  | 2  | 3  | 5  | -2   |
| 11 | Ecuador        | 1    | 3  | 0  | 1  | 2  | 3  | 7  | -4   |
| 12 | México         | 1    | 3  | 0  | 1  | 2  | 3  | 8  | -5   |